# Pterolophia scripta
Pterolophia scripta är en skalbaggsart som först beskrevs av Gerstaecker 1871.  Pterolophia scripta ingår i släktet Pterolophia och familjen långhorningar.
Artens utbredningsområde är:
- Kenya.
- Moçambique.

Inga underarter finns listade i Catalogue of Life.